# بخش واترفورد (شهرستان واشینگتن، اوهایو)
بخش واترفورد (به انگلیسی: Waterford Township) یک منطقهٔ مسکونی در ایالات متحده آمریکا است که در شهرستان واشینگتن، اوهایو واقع شده‌است.
 بخش واترفورد ۱۰۰٫۵ کیلومتر مربع مساحت و ۳٬۷۰۸ نفر جمعیت دارد و ۲۴۶ متر بالاتر از سطح دریا واقع شده‌است.